# Nguyễn Đình Cống
Nguyễn Đình Cống là một giáo sư, tiến sĩ ngành xây dựng , nhà giáo nhân dân tại Đại học Xây dựng. Ông là một trong những kỹ sư đầu tiên ở Việt Nam chuyên về nghiên cứu Bê tông và các lĩnh vực khác trong Xây dựng. Ông đã có nhiều đóng góp cho công tác nghiên cứu giảng dạy đào tạo trong lĩnh vực Xây dựng.
Ngoài ra ông cũng đi sâu vào nghiên cứu Phong thủy cũng như các môn huyền học mệnh lý khác ứng dụng vào thực tế. Ông cũng có mở các lớp dạy phong thủy sau khi về hưu.
Tuy nhiều năm công tác trong Nhà nước nhưng sau khi về hưu, trong những năm gần đây, ông gây tranh cãi khi có nhiều bài viết trên trang cá nhân phản biện các chính sách của Đảng Cộng sản. Ông có nhiều bài chỉ trích những điều mà ông cho là sai lầm của Chủ nghĩa Mác - Lênin. Gần đây, ông còn kêu gọi thực hiện đa nguyên, dân chủ trên trang mạng Bauxite.

## Tiểu sử[1]
| 1937      | Sinh tại Quảng Trạch, Quảng Bình. |
| 1943-1948 | Học trường Tiểu học Ba Đồn; Tiểu học Minh Đức (Chiến khu chống Pháp).                                                                       |
| 1948-1952 | Học trường THCS Phan Bội Châu, Quảng Bình.                                                                                                  |
| 1952-1955 | Học trường THPT Phan Đình Phùng, tại Ngu Lâm, Đức Thọ, Hà Tĩnh.                                                                             |
| 1955-1960 | Học trường Đại học Bách khoa Hà Nội. |
| 1960-1966 | Cán bộ giảng dạy trường Đại học Bách khoa Hà Nội.                                                                                           |
| 1966-1972 | - Cán bộ giảng dạy trường Đại học Xây dựng Hà Nội (1966-1969). - Nghiên cứu sinh tại trường Đại học Xây dựng Khác-cốp, Liên Xô (1969-1972). |
| 1972-1986 | Trưởng Bộ môn, trường Đại học Xây dựng Hà Nội.                                                                                              |
| 1987-1989 | Chuyên gia giáo dục tại trường Đại học INES-CHLEF, Algerie.                                                                                 |
| 1993-1996 | Chủ nhiệm Khoa, trường Đại học Xây dựng, Hà Nội.                                                                                            |
| Từ 1999   | Nghỉ hưu. |

Ngày 3.2.2016 trên trang mạng cá nhân, ông tuyên bố ra khỏi đảng Cộng sản. Thông báo từ bỏ Đảng của giáo sư Nguyễn Đình Cống nhận được hơn 6000 like chỉ sau vài giờ đăng lên. Chính thức trở thành kẻ phản bội lại đất nước mà mình sinh ra và lớn lên

## Ý kiến
Theo BBC Việt ngữ, ngày 9.12.2015, ông cùng với 126 người khác, trong đó có các nhân vật như Nhà nghiên cứu Nguyễn Đình Đầu, Thiếu tướng Nguyễn Trọng Vĩnh, TS Nguyễn Quang A, GS Nguyễn Huệ Chi, GS Hoàng Tụy, GS Chu Hảo, GS Tương Lai, Huỳnh Tấn Mẫm, Hồ Ngọc Nhuận, GS Trần Văn Thọ, GS Nguyễn Đăng Hưng, Đại sứ Nguyễn Trung, GS Phạm Xuân Yêm..., đã gửi một bức thư ngỏ đến Bộ Chính trị, Ban Chấp hành Trung ương khóa XI, các đại biểu dự Đại hội lần thứ XII và toàn thể đảng viên Đảng Cộng sản Việt Nam. Bức thư đề nghị "đổi tên đảng (không gọi là Đảng Cộng sản); đổi tên nước (không gọi là Cộng hòa xã hội chủ nghĩa); trả lại tự do cho những người khác chính kiến đang bị giam giữ; chấm dứt sự trấn áp và ngăn chặn nhân dân thực hiện quyền tự do dân chủ theo Hiến pháp" đồng thời nêu ý kiến "Thực tiễn của nước ta cũng như trải nghiệm của nhiều nước trên thế giới đã cho thấy rõ sai lầm và thất bại của đường lối xây dựng chủ nghĩa xã hội theo chủ nghĩa Mác - Lênin".

## Các công trình nghiên cứu:[5]
1-Phương pháp thiết kế một số kết cấu bê tông cốt thép ngành Bưu điện (cột, xà, cống, bể) (1974).
2-Phương pháp thiết kế tháp ăng ten (tháp truyền hình, tháp chuyển tiếp, cao trên 100 mét) bằng bê tông cốt thép (1978).
3-Phân tích các sự cố hư hỏng cột Bê tông cốt thép của đường dây tải điện cao thế (1982).
4-Chủ trì soạn thảo Tiêu chuẩn thiết kế kết cấu bê tông cốt thép TCVN 5574 (1991).
5-Chủ trì nghiên cứu và thiết kế Kết cấu Rạp xiếc Hà nội- 1985- 1986
6-Lập công thức tính toán cấu kiện Bê tông cốt thép chịu nén lệch tâm xiên (2000-2008).
7-Nghiên cứu trạng thái giới hạn thứ hai của cấu kiện Bê tông cốt thép chịu xoắn (2004)
8- Nghiên cứu sự làm việc của cốt thép chịu kéo có trục cong (2005).
9- Nghiên cứu sự làm việc của bản Bê tông cốt thép chịu mô men uốn cục bộ (2006).

## Sách đã xuất bản[6]
1. Bê tông cốt thép (Giáo trình). Đồng tác giả. H- Nông nghiệp, 1963; Tái bản 1979.
2. Kết cấu bê tông cốt thép (Phần kết cấu nhà). Nguyễn Đình Cống (Chủ biên). H- Giáo dục, 1976.
3. Kết cấu bê tông cốt thép (Phần cơ bản). Nguyễn Đình Cống (Chủ biên). H- Xây dựng, 1986.
4. Kết cấu sàn bê tông cốt thép. Nguyễn Đình Cống. H- Khoa học và Kỹ thuật, 1992.
5. Giáo trình kết cấu bê tông cốt thép. Nguyễn Đình Cống. H- Xây dựng, 2004; Tái bản 2010.
6. Tính toán tiết diện cột bê tông cốt thép. Nguyễn Đình Cống. H- Xây dựng, 2006; Tái bản 2008.
7. Tính toán thực hành cấu kiện bê tông cốt thép. Hai tập. Nguyễn Đình Cống. H- Xây dựng, 2007.
8. Sàn sườn bê tông toàn khối. Nguyễn Đình Cống. H- Xây dựng, 2008.
9. Kết cấu công trình. Nguyễn Đình Cống (Chủ biên). H- Xây dựng, 2010.
10. Phương pháp luận nghiên cứu khoa học và sáng tạo. Nguyễn Đình Cống. H- Khoa học và Kỹ thuật, 2011.

Năm 2017, ông cho xuất bản cuốn Hồi Ký của mình.
Cuốn sách được ông dành nhiều thời gian và tâm huyết để hoàn thành khi ông đã ngoài 80 tuổi.

## Danh hiệu, giải thưởng
Được tặng danh hiệu Nhà giáo ưu tú năm 1993.
Được tặng danh hiệu Nhà giáo nhân dân.
Được tặng Giải thưởng Kova " Khoa học ứng dụng thực tế" năm 2013 với đề tài Tính toán cấu kiện Bê tông cốt thép ư chịu nén lệch tâm xiên.

### Gia đình.
Ông có bốn con gái 2 người làm việc trong ngành giáo dục còn 2 người lấy chồng và định cư ở châu Âu